# Степанов, Ашот Мосесович
Ашот Мосесович Степанов (1898—1965) — советский архитектор. Участник строительства 1-й и 2-й очередей Московского метрополитена. Автор типовых проектов школ. По его проекту МЮ в Москве было построено несколько десятков школьных зданий. Муж архитектора Лидии Арушановны Степановой (также известной своим типовым проектом школьных зданий).

## Биография

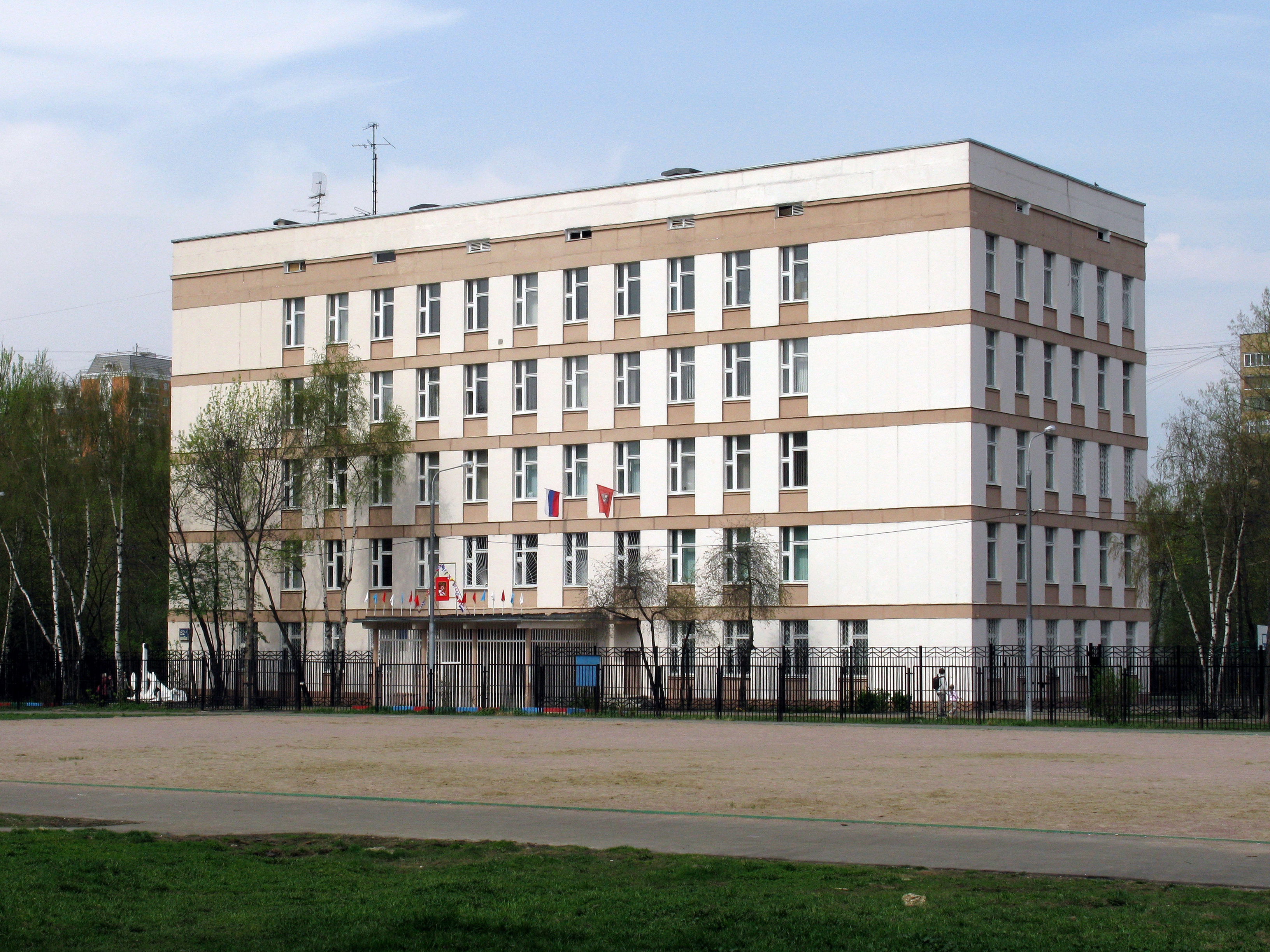
Главный фасад школы проекта МЮ-1
(15-я Парковая улица, д. 52-а)

Могила А. М. Степанова

Ашот Степанов (Степанян) родился в октябре 1898 года в селе Гадрут (ныне Ходжавендский район Азербайджана) в многодетной армянской семье. Его отец Мосес Михайлович был крестьянином, после 1902 года переехал в город и работал каменщиком. Чтобы заработать на содержание семьи Ашот Степанов параллельно с учёбой давал уроки.
В юности жил в Ашхабаде. За участие в революционной деятельности исключался из 5-го класса мужской Ашхабадской гимназии. Служил в революционном комитете в Баку и в Ашхабаде. В 1917 году был красногвардейцем. В январе 1918 году вступил в партию. Принимал участие в гражданской войне.
В 1922 году Ашот Степанов поступил в Азербайджанский политехнический институт. В 1925—1930 годах учился в Харьковском строительном институте по специальности архитектура зданий. Однокурсник Алексея Душкина. Был секретарём парторганизации института. После окончания института в 1930 году Степанову была присуждена квалификация инженера-архитектора.
В 1931—1932 годах был прорабом и главным инженером Наркомата строительства в Харькове. В 1932 году участвовал в организации Союза архитекторов в Харькове. В 1932—1933 годах находился в командировке в США. Изучал строительную практику в Нью-Йорке, Детройте и Чикаго. Вернувшись в СССР, принимал активное участие в строительстве Московского метрополитена. Был начальником дистанции № 7 Метростроя 1-й очереди и дистанции № 14 2-й очереди Московского метрополитена. В 1936—1940 годах был начальником отдела проектирования Моссовета, руководил застройкой города Москвы. Занимал должность директора института типового проектирования по гражданскому и жилищному строительству «Техпроект». Был начальником Архитектурно-планировочного управления и председателем экспертного совета при Мосгорисполкоме.
В 1941—1943 годах был начальником особой строительно-монтажной части в Свердловске. Руководил строительством оборонного завода. Работал в том числе в алюминиевой промышленности.
Вернувшись в Москву, в 1944—1946 годах был начальником управления Наркомата авиационной промышленности. В 1946—1947 — руководитель мастерской архитектуры Наркомстроя. В 1947—1950 годах — начальник архитектурно-строительного отдела ГИПРОВУЗа. В 1950—1952 годах — начальник отдела, директор проектного института Министерства строительства. В 1953—1962 годах — заместитель руководителя мастерской № 11 Моспроекта. В 1964 году вступил в Союз архитекторов СССР. В 1964—1965 — главный архитектор проектов мастерской № 16 Моспроекта № 1.
Ашот Степанов активно работал в области типового проектирования. Он является автором типовых проектор школ, школ-интернатов, яслей и других сооружений. Принимал участие в архитектурных конкурсах. В 1955 году в соавторстве с архитектором И. А. Чекалиным он разработал типовой проект пятиэтажной крупноблочной школы на 880 учащихся, получивший кодовое название МЮ. Этот проект был основным для строительства в Москве в конце 1950-х — начале 1960-х годов. По проекту МЮ в городе было построено несколько десятков зданий.
Умер в Москве 19 мая 1965 года. Похоронен на Армянском кладбище (7 участок).

## Основные работы
- Жилой дом в Харькове (1930—1931)[2]
- Жилые дома на Беговой улице в Москве (1938—1940, совместно с Э. Л. Гамзе)[2][6]
- Больница и школа в Москве (1940)[2]
- Психонаркологическая больница в Москве (1957)[2]
- Типовой проект МЮ пятиэтажной крупноблочной школы на 880 учащихся (1955 — начало 1960-х)[4]
- Типовой проект четырёхэтажной школы на 640 учащихся[2]
- Типовой проект школы на 480 учащихся (разработан в 1960—1961 годах, строительство в 1961—1962 годах)[2]
- Типовой проект трёхэтажной крупноблочной школы на 960 учащихся (разработан в 1959—1960 годах, строительство велось в 1961 году в Москве, Крюкове, Фили-Мазилове, Хорошёво-Мнёвниках)[2]

## Награды и премии
- Почётная грамота ВЦИК (1934) — за строительство метро[1][2]
- Орден Красной Звезды (1945) — за строительство оборонного завода[2][7]
- Медаль «За трудовую доблесть» (1944)[8]

## Сочинения
- Нас вдохновляла партия // Как мы строили метро. — М.: История фабрик и заводов, 1935.